# Tjursjön
Tjursjön är en sjö i Haninge kommun i Södermanland och ingår i Tyresån-Trosaåns kustområde. Sjön är 7 meter djup, har en yta på 0,188 kvadratkilometer och befinner sig 26,3 meter över havet.

## Delavrinningsområde
Tjursjön ingår i det delavrinningsområde (655857-164483) som SMHI kallar för Rinner mot Sandemars fjärd sek namn. Medelhöjden är 18 meter över havet och ytan är 22,04 kvadratkilometer. Det finns inga avrinningsområden uppströms utan avrinningsområdet är högsta punkten. Avrinningsområdets utflöde mynnar i havet, utan att ha någon enskild mynningsplats. Avrinningsområdet består mestadels av skog (61 procent), öppen mark (11 procent) och jordbruk (17 procent). Avrinningsområdet har 0,24 kvadratkilometer vattenytor vilket ger det en sjöprocent på 1,1 procent. Bebyggelsen i området täcker en yta av 1,71 kvadratkilometer eller 8 procent av avrinningsområdet.